# Gasela de Loder
La gasela de Loder (Gazella leptoceros) és una gasela de banyes primes que està molt adaptada a la vida al Sàhara fins al punt que poques vegades s'allunya de la isoiheta dels 100 litres de pluja. En llibertat només en queden unes 2.500.

## Descripció
És la més pàl·lida de les gaseles. Com a adaptacions a la vida al desert, té la seva pell clara que reflecteix els rajos solars, els seus unglots estan lleugerament allargats per poder caminar millor per la sorra, tanmateix de vegades ocupa zones rocoses. Les banyes de la femella són més lleugeres i fines que les del mascle.

## Hàbitat
Es troba en bosses isolades en el Sàhara central. S'alimenta només al matí i al vespre per evitar la forta calor, necessita molt poca aigua, ja que n'obté de la rosada i de la humitat de les plantes que menja.
És una espècie nòmada però sense seguir un patró determinat de desplaçament.
Posada en perill des de la dècada del 1970, ara està en declivi seriós. Fou molt caçada des de vehicles amb motor.

## A la filatèlia
A Líbia en cooperació amb World Wide Fund for Nature, se'n va fer una sèrie de quatre segells el febrer de 1987.